# Brežec pri Podgorju
Brežec pri Podgorju – wieś w Słowenii, w gminie miejskiej Koper. Miejscowość obecnie jest niezamieszkana.